# Otto Buek
Otto Buek (né le 19 novembre 1873 à Saint-Pétersbourg - mort en 1966 près de Paris) était un philosophe, écrivain et traducteur allemand.
Il fait partie des trois intellectuels avec Albert Einstein et Friedrich Wilhelm Foerster à signer l'appel de Nicolai contre la guerre : Aufruf an die Europäer.